# Antal navarrai király
Bourbon Antal (franciául: Antoine de Bourbon) (La Fère, Francia Királyság, 1518. április 22. – Les Andelys, Francia Királyság, 1562. november 17.) saját jogán Vendôme hercege, majd Jeanne d’Albrettel kötött házassága révén Navarra iure uxoris királya 1555-től 1562-es haláláig. A Capeting-ház Bourbon–Vendôme-házának tagja, a francia trón első Bourbon-házi királyának, IV. Henriknek édesapja.

## Élete
Antal Károly, Vendôme hercege és Françoise d’Alençon negyedik gyermekeként született 1518- április 22-én, a Bourbon-ház, vendôme-i ágának tagjaként. 1537-ben örökölte Vendôme és Bourbon hercegségeit atyjától, majd 1548-ban feleségül vette Jeanne d’Albrettet, Navarra trónörökösnőjét. Apósa, II. Henrik navarrai király halálát követően 1555-ben a házaspár megörökölte a trónt – a királyi cím azonban névleges volt, mivel 1512-ben a spanyolok meghódították Felső-Navarrát, 1516-ban pedig a királyságba olvasztották a történelmi Navarra nagy részét.
II. Henrik francia király uralkodása alatt a Francia Királyságban élő navarrai királyi pár katolikus hitét elhagyva a francia reformátusok (hugenották) oldalára állt. Komoly szerepet játszottak a Prè-au-Clerc-i incidensben, ahol fiuk, Henrik herceg vezetésével 1558 májusában négyezer hugenotta énekelt nyilvánosan református zsoltárokat. Később azonban bebizonyosodott, hogy Bourbon hercege sem szigorú erkölcsiségében, sem hitében nem sorolható a legbuzgóbb hugenották közé – ellentétben öccsével, I. Lajos, Condé hercegével, aki a protestánsok vezére maradt haláláig.
1560-ban elhunyt a fiatal II. Ferenc francia király, akit kiskorú öccse, IX. Károly követett a trónon. Ekkora Vendôme hercege lett a legközelebbi rokona a királyi hercegek közül, így a navarrai király követelhette a régensség jogát. Ezt azonban az anyakirályné, Medici Katalin szerezte meg a saját maga számára. A herceget a királyság tábornagyává (franciául: lieutenant-général) nevezte ki, és rávette, hogy katolizáljon. Antal azzal is a régensnőhöz kötődött, hogy egyik udvarhölgye, Louise de La Béraudière du Rouhet szeretője lett. Kilengései ellen protestáns korában maga Kálvin János is felemelte a szavát.
Felesége, III. Johanna királynő nem cserélt hitet férjével együtt, így különváltak útjaik. Bourbon hercege 1562-ben a katolikus királypártiak oldalán állt a kitörő vallásháborúba. Feleségével, aki kitartó hugenottának bizonyult, eddigre nagyon megromlott viszonya – a királynő jobbnak látta először Vendôme-ban, majd a távoli Béarnban menedéket keresni. Antal herceg ezalatt a katolikus hadak élén Rouent ostromolta. Bár François de Guise segítségével a vár elesett, a hajdani navarrai király halálos sebet kapott november 13-án, és néhány napra rá elhunyt. Uradalmaiban a fia, Henrik herceg követte, aki Johanna 1572-es halálát követően anyai örökségét is megszerezte, majd 1589-től francia király lett.

## Házassága és gyermekei
1548. október 20-án Moulinsban Antal házasságot kötött Jeanne d’Albrettel, II. Henrik navarrai király és Marguerite d’Angoulême legidősebb leányával. Apósa, Henrik király 1555-ös halálát követően felesége jogán, annak társuralkodójaként Navarra iure uxoris királya, valamint Albret hercege, Foix, Rodez, Bigorre, Armagnac és Périgord grófja, illetve Béarn algrófja lett. Házasságukból összesen öt gyermek született, melyek közül ketten érték meg a felnőttkort. Gyermekeik:
- Henrik királyi herceg (1551–1553), Beaumont hercege, kisgyermekként elhunyt;
- Henrik királyi herceg (1553–1610), anyját követvén navarrai, majd 1589-től francia király;
- Lajos királyi herceg (1555–1557), Marle gróf, fiatalon elhunyt;
- Magdolna királyi hercegnő (1556), csecsemőként meghalt;
- Katalin királyi hercegnő (1559–1604), 1599-ben hozzáment II. Henrik lotaringiai herceghez.

Ezen kívül Antalnak szeretőjétől, Louise de La Béraudière udvarhölgytől, aki később II. Henrik francia király szeretője is volt, még egy házasságon kívüli fia is született:
- Károly (1554–1610), 1594-től Rouen érseke.